# 472a South Lochboisdale

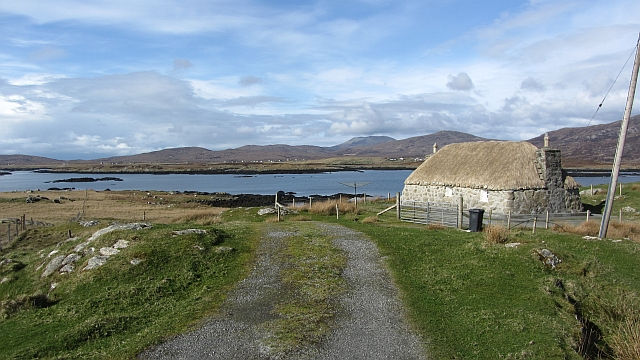
472a South Lochboisdale

Unter der Adresse 472a South Lochboisdale auf der schottischen Hebrideninsel South Uist befindet sich ein Cottage. 1980 wurde das Gebäude in die schottischen Denkmallisten in der höchsten Kategorie A aufgenommen.
Auf dem Flurstück sind zwei Gebäude vorhanden, welche zur Unterscheidung die Nummernzusätze a und b erhalten. Das zweite Cottage ist ebenfalls denkmalgeschützt.

## Beschreibung
Das Cottage befindet sich an einer Nebenstraße der A865 südlich des Meeresarmes Loch Baghasdail im Süden von South Uist. Der Fährhafen Lochboisdale befindet sich zwei Kilometer nördlich. Das Gebäude wurde wahrscheinlich im 19. Jahrhundert errichtet. Das einstöckige Cottage ähnelt vergleichbaren Häusern auf der Insel Skye. Die Eingangstür befindet sich mittig in der nach Osten weisenden Vorderseite und wird von zwei Fenstern flankiert. Zwei weitere Fenster sind in der gegenüberliegenden Gebäudeseite verbaut. Das mächtige Mauerwerk besteht aus Bruchstein, wobei die Gebäudekanten abgerundet sind. An beiden Enden ragen Schornsteine auf. Das Gebäude schließt mit einem Reetdach ab, das mit Netzen und Steinen gesichert ist. Teile der schadhaften Reetbedeckung wurden mit Stroh ausgebessert. Im Norden und Süden befinden sich eine Stallungen und ein Schuppen. Ein weiteres, östlich gelegenes Außengebäude ist heute verfallen. Die letzten dauerhaften Bewohner verließen das Cottage in den 1980er Jahren. Es brannte später aus, wurde jedoch restauriert und kann heute als Ferienwohnung angemietet werden.